# Anoplistes galusoi
Anoplistes galusoi är en skalbaggsart som först beskrevs av Kostin 1974.  Anoplistes galusoi ingår i släktet Anoplistes och familjen långhorningar.
Artens utbredningsområde är Kazakstan. Inga underarter finns listade i Catalogue of Life.